# Lespesia pilatei
Lespesia pilatei là một loài ruồi trong họ Tachinidae.